# Homalium sabiifolium
Homalium sabiifolium är en videväxtart som beskrevs av How och Ko. Homalium sabiifolium ingår i släktet Homalium och familjen videväxter. Inga underarter finns listade i Catalogue of Life.